# The Double Helix
O livro The Double Helix : A Personal Account of the Discovery of the Structure of DNA foi escrito pelo cientista de Cambridge James Watson.
A Dupla Hélice conta como foi todo o processo de descoberta da molécula do ADN e toda a dinâmica dos investigadores que estiveram diretamente relacionados com ela.
Este livro conta com a participação do Professor Étienne Baulieu, de Sir Lawrence Bragg e de muitos outros que contribuíram para esta obra magnífica registrando nela as suas observações e comentários, ajudando por isso a engrandecer este "diário de bordo" de Watson.

## Edição portuguesa
O livro foi editado pela "Gradiva" na colecção «ciência aberta» nº 19.